# گلوکوسینولات

ساختار شیمیایی گلوکوسینولات

گلوکوسینولات (Glucosinolate) یکی از اجزای طبیعی بسیاری از گیاهان با مزهٔ تُند مانند خردل، کلم و ترب است. تندی گیاهان به دلیل روغن خردل تولید شده از گلوکوسینولات است. این مواد شیمیایی طبیعی به احتمال زیاد به دفاع گیاه در برابر آفات و بیماری‌های گیاهی کمک می‌کنند و خاصیت عطر و طعم تلخ مشخصی را به سبزیجات چلیپایی می‌دهند.

## تغذیه
اهمیت تغذیه‌ای گلوکوسینولات‌ها در انسان‌ها، جانوران و اثرات آن‌ها در بهبود سرطان، بیماری‌های قلبی-عروقی، عصبی و نقش دفاعی آن‌ها در گیاهان علیه آفت‌ها و پاتوژن‌ها شناخته شده‌است. برای اثرات دیگر بالینی و تغذیه‌ای، به ایندول-۳-کاربینول (که از متابولیت‌های گلوکوسینولات است) مراجعه کنید.

## تحقیقات ضد سرطانی بر جانوران
سبزیجات جنس کلم‌سانان (رده‌ای از چلیپاییان) شامل یک ایندول متیل گلوکوزینولات به نام گلوکوبراسیسین هستند. یکی از فرآورده‌های حاصل از تخریب این گلوکوسینولات، مادهٔ ایندول-۳-کاربینول (I3C) است که از خود خواص ضد سرطانی نشان داده‌است. تخریب گلوکوسینولات‌ها بر اثر هیدرولیز ناشی از آنزیم میروزیناز است که خود توسط تخریب سلول‌های گیاهی آزاد می‌شود.
ایندول-۳-کاربینول (I3C) دارای اثرات ضد سرطانی است، هر چند که بیشتر مطالعات ضد سرطانی آن توسط مطالعات جانوری به اثبات رسیده‌است. با توجه به خصوصیات بافت کلم و حضور مقادیر بالای اسکوربیک اسید، I3C با اسید اسکوربیک ترکیب شده و تولید مادهٔ دیگری به‌نام آسکوربیژن می‌نماید. این ترکیب خود دارای اثرات ضد سرطانی بوده و به‌عنوان منبع اسید اسکوربیک عمل می‌نماید.